# یونیپرو
یونیپرو (انگلیسی: Unipro) شرکت برق روسی است، که در سال ۲۰۰۶ تأسیس شد.